# IAG Cargo
IAG Cargo ist die Frachtabfertigung der International Airlines Group (IAG). IAG Cargo nutzt die Frachtkapazität der Passagierflüge ihrer Schwestergesellschaften und unterhält drei Hubs am Dublin Airport, London Heathrow Airport und Adolfo Suárez Madrid-Barajas Airport. IAG Cargo bietet über ihre angeschlossenen Passagierfluggesellschaften Frachttransporte zu mehr als 350 Zielen in über 80 Ländern an.

## Unternehmen
Die Frachtdienste von British Airways World Cargo wurden mit der Hauptflotte von British Airways erbracht. BA World Cargo betrieb bis 2014 auch Frachtflugzeuge im Rahmen eines Wet-Lease-Vertrages mit Global Supply Systems. Die Frachtdienste von Aer Lingus Cargo und Iberia Cargo wurden mit der gesamten Flotte beider Fluggesellschaften erbracht. Das Unternehmen entstand im April 2011 durch die Fusion von British Airways World Cargo und Iberia Cargo. BMI Cargo wurde nach dem Kauf von British Midland International durch die IAG im April 2012 in das Geschäft integriert, ebenso wie nach der Übernahme von Aer Lingus im Jahr 2016. Sie beschäftigen insgesamt mehr als 2.400 Mitarbeiter und decken ein globales Netzwerk von über 350 Destinationen ab.
Im Jahr 2018 erzielte das Unternehmen einen Umsatz von 1,173 Milliarden Euro.

## Standorte
Das Drehkreuz von IAG Cargo in London wurde 1999 für die Ein-, Durch- und Ausfuhr von internationalen Frachtsendungen gebaut. Der Campus ist auf zwei Anlagen mit über 90.000 Quadratmetern Fläche und einer Kapazität von 800.000 Tonnen pro Jahr konzentriert. Das Drehkreuz von IAG Cargo in Madrid wurde 1994 für Iberia Cargo gebaut und dient der Ein-, Durch- und Ausfuhr von internationalen Frachtsendungen. Es verfügt über eine Fläche von über 20.000 Quadratmetern.